# Suez Smart Solutions
Suez Smart Solutions (anciennement Ondeo Systems) est une filiale du groupe français Suez, fondée en 2008 comme filiale de la Lyonnaise des eaux. Elle est spécialisée dans les services numériques à l'environnement (eau et déchets). Ces services comprennent notamment la télérelève des compteurs d'eau.

## Histoire
En 2008, Ondeo Systems est fondée comme filiale de la Lyonnaise des eaux. En 2011, Ondeo Systems s'associe à Itron pour le déploiement d'un parc de compteurs communicants à Malte,. 
En 2012, Ondeo Systems remporte un appel d'offres de GRDF portant sur le codéveloppement de 11 millions de compteurs de gaz communicants. La maîtrise d'œuvre du projet inclut également le constructeur breton Kerlink. Par la suite, l'entreprise propose son service de télérelève aux collectivités et régies publiques ou privées. Celui-ci s'appuie sur une technologie radio VHF, orientée vers la longue portée, la forte pénétration et la faible consommation. Sa chaîne communicante opère sur une bande de fréquences ouverte autour de 169 MHz.
Entre 2011 et juin 2012, Ondeo Systems implémente la télérelève dans un parc d'environ 20 000 compteurs d'eau à Biarritz, en Nouvelle-Aquitaine. En 2013, Ondeo Systems est sélectionnée afin de déployer son service de télérelève dans l'agglomération mulhousienne.
En 2015, Suez inaugure un smart operations center sur son site du Pecq afin de superviser ses parcs de compteurs communicants (1 million en France, 200 000 en Espagne ainsi qu'à Malte),. L'année suivante, Suez Smart Solutions comptabilise 2,6 millions de compteurs communicants déployés en Europe, dont la moitié en France,.
En 2017, Suez et GRDF s'allient à Sagemcom pour fonder l'alliance Wize, une association à but non lucratif visant à développer et promouvoir leur technologie radio sur un mode ouvert à destination de l'internet des objets industriel. En ce sens, le standard Wize peut être rapproché des LPWAN tels que Sigfox, LoRaWAN ou encore NB-IoT,. La même année, la régie municipale Eau de Paris confie à Suez Smart Solutions la modernisation de son parc de 94 000 compteurs d'eau.